# MÁV Cmot 230–232
A ČSD M. 131.0 sorozat kéttengelyes mellékvonali motorkocsi volt az egykori Csehszlovák Államvasutaknál (ČSD), amelyből a második világháború alatt két példány MÁV állományba került, ahol Cmot 230-232 pályaszámokat kaptak.

## Kifejlesztése
A motorkocsi 1929-ben a ČSD számára két gyártási sorozatban épült elektromos erőátvitellel és GEBUS hajtási rendszerrel. A cég műhelyei Bécsben és Salzburgban voltak, ahol vasúti járművek elektromos berendezéseit és felszereléseit gyártották és szerelték.
A járművek alapját képezték az M 122.0 sorozatnak, melyek 1930 után nagyobb darabszámban épültek.

## Műszaki adatok
A jármű erőátvitelének alapját egy hathengeres négyütemű Graf & Stift benzinmotor képezte. A motor hengerátmérője 115 mm, lökete 125 mm volt. Figyelemreméltó, hogy a motornál a mérnökök a teljesítménynövelésnek azt a módját választották, hogy csökkentették a löketet és növelték a fordulatszámot. Az üzemben nyilvánvalóvá vált, hogy a teljesítménymutatók nem olyan jók, mint az M 122.0 sorozat Tatra motorjának. Az elektromos GEBUS erőátviteli rendszer azonban a későbbi sorozatoknál megmaradt.
A kocsi felépítménye 3 részből állt. Az első sorozat utasterében 58 ülőhely volt. A vezérállás a kocsivezetőnek a jármű első végében volt. A hátsó rész a 2. sorozatnál nagyobb volt.  Itt kapott helyet a WC és a poggyásztér. Az ülőhelyek száma így 48-ra csökkent. A második sorozat súlya is eltér az elsőtől. A kocsi fűtése a motor kipufogógázával történt. A többi felszerelés, mint pl. a fék, a már bevált  M 122.0 sorozaton alkalmazottak voltak.
A járművek használatára vonatkozólag a szakirodalomban több feljegyzés nem található.

## Fordítás
- Ez a szócikk részben vagy egészben  a(z)   ČSD-Baureihe M 131.0 című német Wikipédia-szócikk fordításán alapul.  Az eredeti cikk szerkesztőit annak laptörténete sorolja fel. Ez a jelzés csupán a megfogalmazás eredetét és a szerzői jogokat jelzi, nem szolgál a cikkben szereplő információk forrásmegjelöléseként.